# Fort Schoonenborch

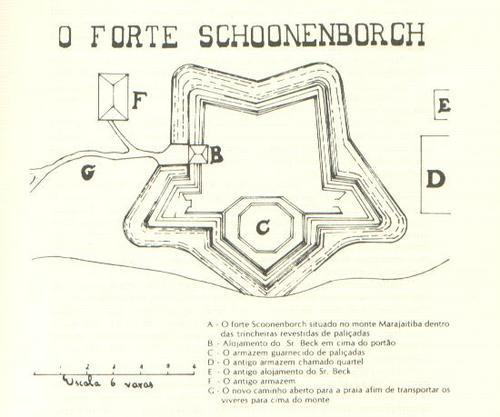
Beeld van de plattegrond van het Fort Schoonenborch (circa 1649) gebaseerd op gegevens van het Algemeen Rijksarchief

Fort Schoonenborch werd gebouwd in 1649 door de Nederlandse West-Indische Compagnie, onder leiding van Mathias Beck, op de plek waar zich nu de Braziliaanse stad Fortaleza bevindt (in de huidige staat Ceará).
Op 19 augustus 1649 werd het fort officieel geopend. Na de capitulatie van de Hollanders in Pernambuco in 1654 werd het fort overgedragen aan de Portugezen. De Portugezen hebben het hernoemd als Forte de Nossa Senhora da Assunção.